# 前湾公园站 (深圳市)
前灣公园站為深圳地鐵5号綫的車站，规划时名为前海公园，位于中國廣東省深圳市南山區前海深港现代服务业合作区聽海大道，周边未来规划为高技术服务合作区及文化中心，沿听海大道东西向布置，为地下二层岛式车站，车站全长234.6米。

## 車站結構
| 地面              | -    | 出入口                                                                                          |
| 地下一层          | 站厅 | 站厅、售票机                                                                                    |
| 地下二层          | 月台 | \| \| \| 5號線往赤湾（妈湾） \| \| 島式 · 開左邊车门 \| \| \| \| \| \| 5號線往黄贝岭（前湾） \| |
|                   |      | 5號線往赤湾（妈湾）                                                                             |
| 島式 · 開左邊车门 |      |                                                                                                 |
|                   |      | 5號線往黄贝岭（前湾）                                                                           |

## 車站設施
本站設有洗手間，位於C出口旁。

## 出口

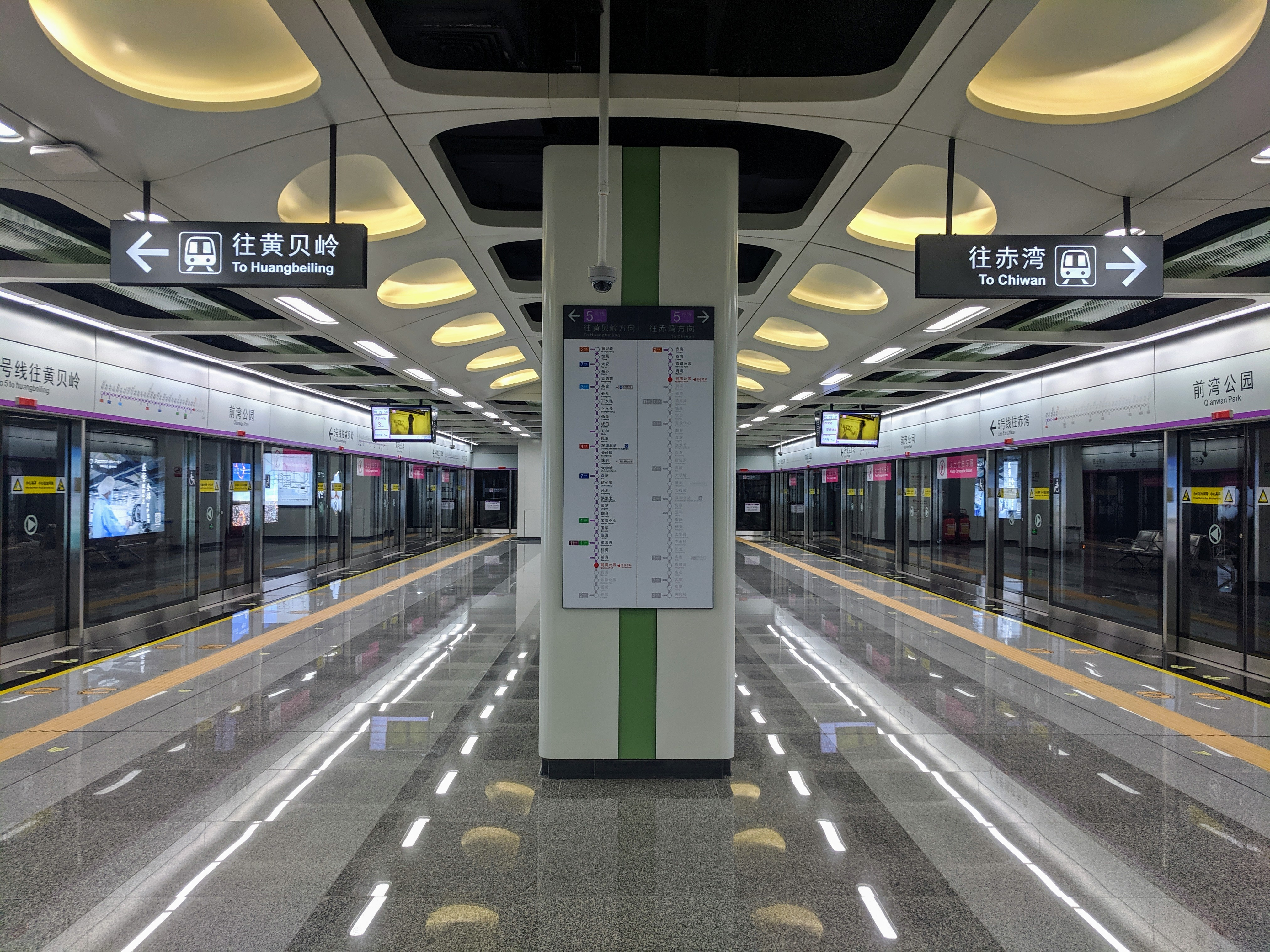

本站有四個出入口，啟用時開通A、C出口。
| 出口编号              | 建议前往的目的地                                     |
| --------------------- | ---------------------------------------------------- |
| 出口 · A · 升降机标志 | 前湾四路北側、聽海大道東側（南）华润地产（東）       |
| 出口 · B              | 前湾四路北側（西）、交易广场（暫未開放）             |
| 出口 · C · 升降机标志 | 廣深沿江高速、前湾三路南側（西）、聽海大道西側（北） |
| 出口 · D              | 前湾四路南側（東）（暫未開放）                       |
| 註： 設有             |                                                      |

## 利用狀況
本站启用初期，由於車站周邊均為未開發土地，車站上方的航海路更未建成，因此本站除工地工人外幾乎沒有人出入。